# Domats
Domats ist eine französische Gemeinde mit 795 Einwohnern (Stand: 1. Januar 2022) im Département Yonne in der Region Burgund. Die Gemeinde gehört zum Arrondissement Sens und zum Kanton Gâtinais en Bourgogne (bis 2015: Kanton Chéroy). Die Einwohner werden Domatiens genannt.

## Geographie
Domats liegt am kleinen Fluss Betz, der hier entspringt, etwa 98 Kilometer südöstlich von Paris, in der fruchtbaren Landschaft des Gâtinais. Umgeben wird Domats von den Nachbargemeinden Montacher-Villegardin im Norden, La Belliole im Nordosten, Courtoin im Osten, Vernoy im Südosten, Savigny-sur-Clairis im Süden, Saint-Hilaire-les-Andrésis im Südwesten, Foucherolles im Westen sowie Bazoches-sur-le-Betz im Nordwesten.

## Bevölkerungsentwicklung
| 1962                      | 1968 | 1975 | 1982 | 1990 | 1999 | 2006 | 2012 |
| ------------------------- | ---- | ---- | ---- | ---- | ---- | ---- | ---- |
| 604                       | 610  | 513  | 540  | 541  | 596  | 713  | 885  |
| Quelle: Cassini und INSEE |      |      |      |      |      |      |      |

## Sehenswürdigkeiten

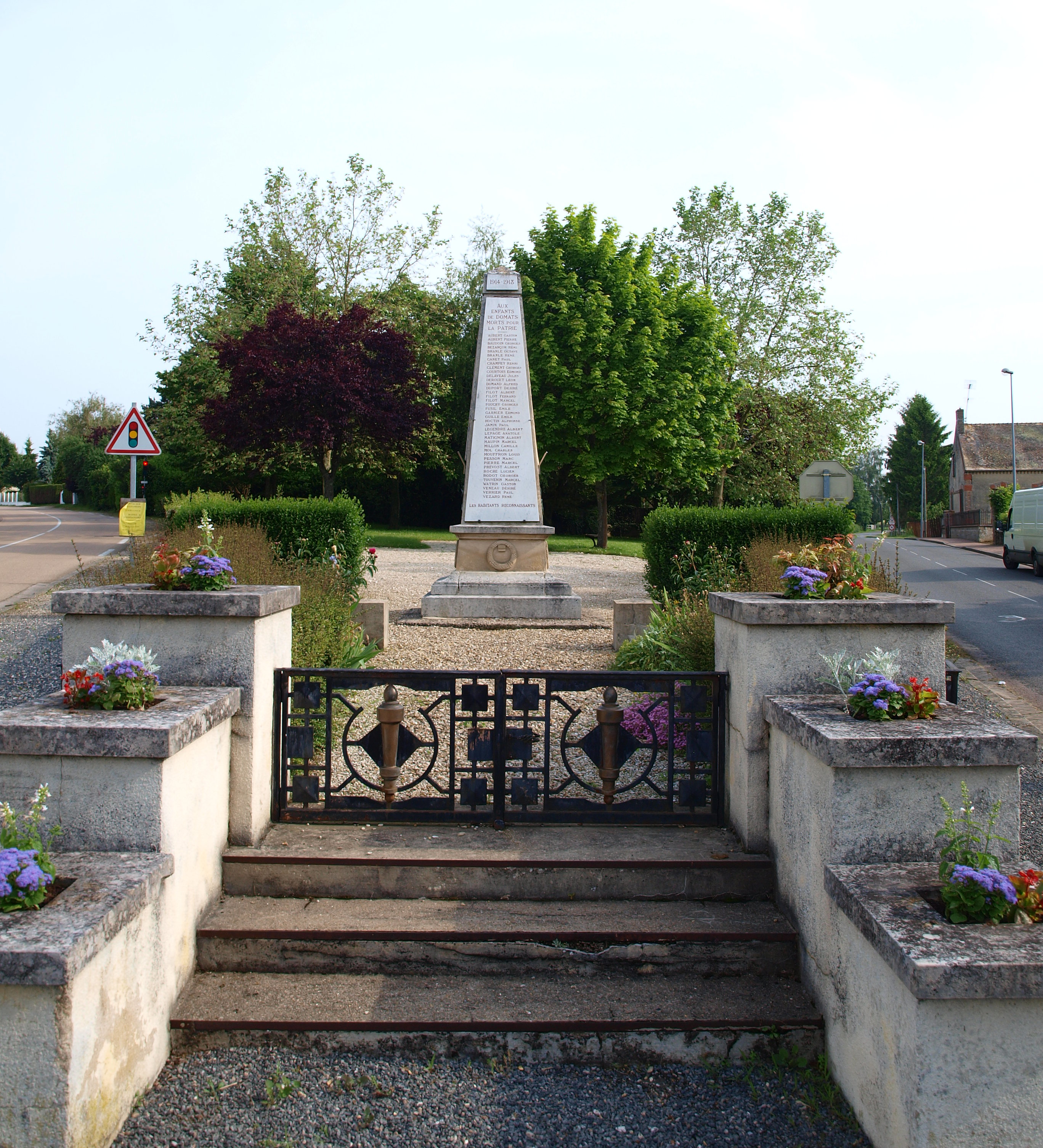
Kriegerdenkmal

- Kirche Saint-Remi
- Kriegerdenkmal